# Język ulumanda’
Język ulumanda’ (a. ulumanda, ulumandak, oeloemanda), także: awo-sumakuyu, botteng-tappalang, kado, tubbi, ulunda – język austronezyjski używany w prowincji Celebes Zachodni w Indonezji (kabupateny Majene, Mamuju, Polewali Mandar). Według danych z 1986 roku posługuje się nim 30 tys. osób. 
Katalog Ethnologue wyróżnia dialekty: sondoang, tappalang, botteng. Nie wykształcił piśmiennictwa.
Został wyróżniony jako odrębny język dopiero w latach 80. XX w.